# Stedten
Stedten là một đô thị ở huyện Mansfeld-Südharz, Saxony-Anhalt, nước Đức. Đô thị Stedten có diện tích 9,62 km².